# Koblov
Koblov (německy Koblau, polsky Kobłów či Koblów, slezsky Koblůw) je bývalá obec ležící pod vrchem Landek, dnes na území Ostravy. V současné době je katastrálním územím a evidenční částí města Ostravy, spadající do městského obvodu Slezská Ostrava. Společně s Antošovicemi tvoří tu část městského obvodu, jež původně náležela k Hlučínsku (resp. pruskému Slezsku).

## Název
Jméno vesnice bylo odvozeno od osobního jména Kobel(a) totožného s obecným kobela, variantě slova kobyla. Význam místního jména byl "Kobelův majetek". Nejstarší německý doklad Kobelau ukazuje původní podobu jména Kobelov, v dalších písemných dokladech je už jen zkrácená podoba Koblov/Koblau.

## Historie

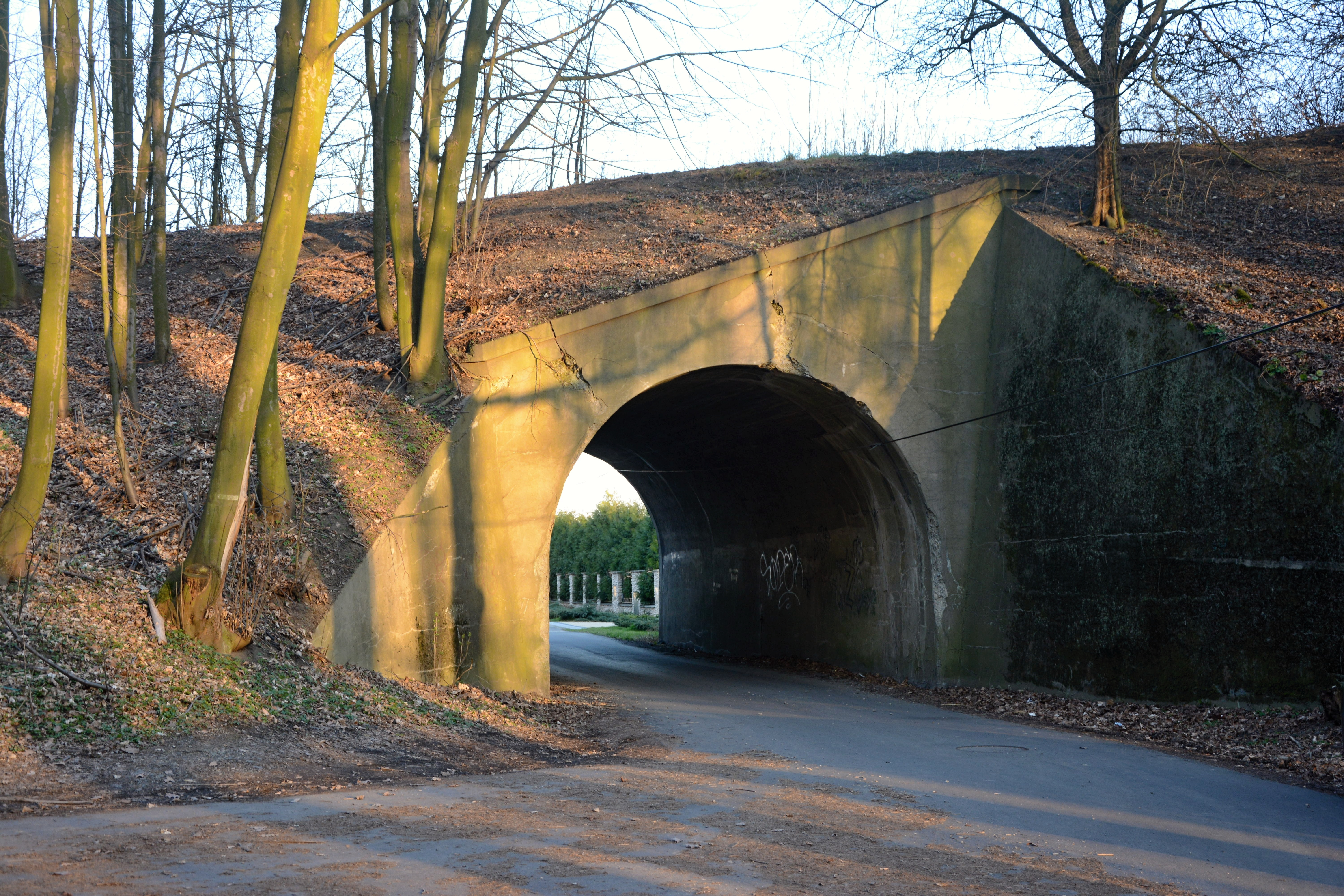
Viadukt nedostavěné železniční trati

První písemná zmínka pochází z roku 1377 z německy psané listiny, kterou si dědicové knížete Mikuláše II. mezi sebe rozdělili Opavské knížectví. Koblov připadl (včetně landeckého hradu) knížatům Václavovi a Přemkovi. Samotná obec je však mnohem starší, o dlouhodobém osídlení svědčí mj. nález meče z období lužické kultury popelnicových polí, jehož stáří se odhaduje na dva tisíce let. Meč byl objeven v nánosech u Odry. V roce 1742 připadl Koblov po prohrané válce o Slezsko Prusku a získali jej nisští jezuité. Po mnoha dalších změnách majitelů koupil Koblov v roce 1846 Salomon Mayer Rothschild. V rámci Pruska obec spadala zpočátku do správního obvodu Hlubčice, po roce 1818 do okresu Ratiboř, vládního obvodu Opolí a provincie Slezsko. V roce 1871 se obec stala součástí sjednoceného Německého císařství a v letech 1918-1920 krátce příslušela k Výmarské republice.
Až do počátku 19. století se obyvatelé živili výhradně zemědělstvím. Změna nastala, jako u většiny obcí na Ostravsku, objevem uhlí. To se zde začalo těžit v roce 1803. Díky této těžbě trpí obec dodnes poddolováním. Od roku 1920 byl Koblov na Hlučínsku opět součástí českého státu v rámci nově zřízeného okresu Hlučín. Před druhou světovou válkou se většina obyvatel hlásila k české národnosti (Moravci), avšak při komunálních volbách v květnu 1938 daly dvě třetiny voličů svůj hlas Sudetoněmecké straně. Toto proněmecké smýšlení bylo silně ovlivněno intenzivní germanizací obce během jejího začlenění do Pruska. Po Mnichovské dohodě se Koblov stal od 10. října 1938 součástí Třetí říše, což většina obyvatel uvítala. Obec byla během druhé světové války osvobozena Rudou armádou dne 30. dubna 1945. Vedle poddolování měla nepříznivý vliv na obec také těžba štěrkopísku zahájená v roce 1957. Koblov byl připojen k Ostravě 6. dubna 1976.

## Další informace
Kolem Koblova byla budována železniční trať z Petřkovic do Annabergu, nikdy však nebyla dokončena. Do katastru obce Koblova spadají jezera, která bývají označována jako Antošovická. V Koblově (jižněji od vodní plochy Antošovického jezera a od bezejmenné vodní plochy) je vodní plocha Koblov (nazývaná někdy také Koblovské jezero). Přes Antošovické jezero a řeku Odru vede zavěšený dálniční most na D1 (část býv. projektu D47).

## Další části Slezské Ostravy
- Antošovice
- Heřmanice
- Hrušov
- Kunčice
- Kunčičky
- Muglinov
- Slezská Ostrava